# Årstadstenen
Årstadstenen, med signum N KJ58, är en runsten som hittades 1855 på gården Årstad i Sokndals kommun i Rogaland fylke i Norge. Den finns nu på Kulturhistorisk museum vid Oslo universitet.

## Inskriften
Inskriften består av 18–20 runor från den äldre futharken, skrivna i tre rader. Translittererade till latinska alfabetet lyder de:
hiwigaz ¶ saralu ¶ ek winaz
Gerd Høst tolkade 1985 inskriften som: "Hiwigar (och) Saralu (är gravlagda här). Jag (runmästaren) Winnar."